# Christe, du Lamm Gottes
Christe, du Lamm Gottes ist ein Kirchenlied und heute Teil der liturgischen Gesänge des Evangelischen Gesangbuches (EG 1993, Nr. 190.2) und des römisch-katholischen Gotteslobs (GL 208, GLalt 482).

## Geschichte
Martin Luther veröffentlichte 1528 in Johannes Bugenhagens Braunschweiger Gottesdienstordnung seine bereits 1525/26 praktizierte Deutsche Messe. Darin findet sich die Akklamation „Christe, du Lamm Gottes“, die Luther mit einer Melodie seiner Zeit verknüpfte.
Mit „Christe, du Lamm Gottes“ deutschte Luther das Agnus Dei ein, die Akklamation zur Brotbrechung seiner Messe, benannt nach den ersten beiden Worten der lateinischen Fassung „Agnus Dei, qui tollis peccata mundi, miserere nobis (dona nobis pacem)“. Die Akklamationsworte haben als Grundlage: „Am nächsten Tag sieht Johannes [der Täufer], dass Jesus zu ihm kommt, und spricht: Siehe, das ist Gottes Lamm, das der Welt Sünde trägt!“ (Joh 1,29 ). Ergänzt sind sie am Ende der Akklamation um eine Paraphrase in Anlehnung an: „Meinen Frieden gebe ich euch“ (Joh 14,27 ) 
Die erste Zeile stimmt direkt mit dem Anfang des Kyrie in der Deutschen Messe von Martin Luther aus dem Jahr 1525/1526 überein (vgl. EG 190.2 mit EG 178.3).
Nach gregorianischer liturgischer Singtradition wird dreimal steigernd der Ruf „Christe, du Lamm Gottes“ (Kantor, Schola, Gemeinde) intoniert, wobei zweimal mit „Erbarm dich unser“ und beim dritten Mal mit „Gib uns deinen Frieden“ geantwortet wird. Ein melismatisch ausgeführtes „Amen“ beschließt die Luthersche Akklamation.
Das Lied ist seit 1528 in allen evangelischen Gesangbüchern abgedruckt. Sowohl im alten katholischen Gotteslob von 1975 wie auch in der aktuellen Ausgabe erscheint die Melodie gegenüber der evangelischen Fassung in rhythmisch geglätteter Form: die Längung auf der Silbe „Sünd“ entfällt ebenso wie die auf dem Spitzenton des „Amen“-Melismas; die Schlusssilbe „-men“ ist bereits dem Leitton unterlegt. In beiden Gotteslob-Ausgaben blieb die Luthersche Textübertragung, wie auch bei anderen Liedern, unerwähnt; es wird nur der Ort und das Datum der Erstveröffentlichung, Braunschweig 1528, angegeben.
Heute ist das Lied Teil der liturgischen Gesänge des Evangelischen Gesangbuches (EG 1993, Nr. 190.2) und des katholischen Gesangbuchs Gotteslob (GL 208).